# Чернєй Володимир Васильович
Чернєй Володимир Васильович (нар. 5 жовтня 1956, Костянтинівка, Миколаївська область, УРСР, СРСР) — український правник, доктор юридичних наук (2014), професор (2015), генерал поліції 1-го рангу, ректор Національної академії внутрішніх справ (з 2014 по 2024).

## Біографія
Народився 5 жовтня 1956 на Миколаївщині. 
Трудову діяльність розпочав з 15 років. Працював у системі МВС на посадах начальницького складу столичної міліції, з набуттям Україною незалежності – у Національній академії внутрішніх справ, в якій пройшов шлях від курсового командира (з 1993) до ректора. Обіймав посади проректора (з 1999), першого проректора (з 2012) академії, у 2014 році призначений на посаду ректора. 
У 1999 році захистив у Національній академії внутрішніх справ України дисертацію на здобуття наукового ступеня кандидата юридичних наук на тему «Подолання правового нігілізму – важлива умова розбудови правової держави» за спеціальністю 12.00.12 – філософія права. Вчене звання доцента присвоєно у 2004 році.
У 2014 році захистив у Національній академії прокуратури України дисертацію на здобуття наукового ступеня доктора юридичних наук на тему «Теоретичні та практичні засади запобігання злочинам у сфері діяльності небанківських фінансових установ в Україні» за спеціальністю 12.00.08 – кримінальне право та кримінологія; кримінально-виконавче право. Вчене звання професора по кафедрі кримінології та кримінально-виконавчого права присвоєно у 2015 році.
Головними напрямами наукової діяльності Чернєя Володимира Васильовича є кримінальне право та кримінологія, кримінально-виконавче право, оперативно-розшукова діяльність, фінансова та економічна безпека, філософія права. 
Особисто та в складі авторських груп Чернєй Володимир Васильович підготував понад 100 праць наукового та навчально-методичного характеру, серед яких монографії, підручники, навчальні посібники, коментарі до законодавства, практикуми, тестові завдання, квести і тренінги, збірники задач тощо. За його участі завершено комплекс науково-практичних розробок з питань протидії злочинам, запобігання тероризму, фінансовому шахрайству, створено сучасні зразки експертно-криміналістичної та спеціальної техніки й озброєння, отримано патенти та свідоцтва на корисні моделі, винаходи, автоматизовані робочі місця, цільові методики, тренінги, квести тощо. Співавтор та організатор видання першого в Європі восьмитомника «Міжнародна поліцейська енциклопедія» (відзначений Премією імені Ярослава Мудрого (2015) у номінації «За видатні досягнення в науково-дослідницькій діяльності з проблем правознавства»). 
Учасник ліквідації наслідків аварії на Чорнобильській АЕС (1986) і бойових дій під час миротворчої операції в Косово (2006), особисто очолював парадні розрахунки МВС і Національної поліції з нагоди річниці незалежності України.  

## Нагороди та відзнаки
За багаторічну сумлінну службу, вагомий особистий внесок у зміцнення законності та правопорядку, організацію науки і освіти відзначений державними нагородами – орденами «За заслуги» ІІІ та ІІ ступенів, Подякою Президента України, багатьма медалями, відзнаками Верховної Ради України, Кабінету Міністрів України, Міністерства внутрішніх справ України, Міністерства оборони України, Міністерства освіти і науки України, інших центральних органів виконавчої влади, неурядових та міжнародних організацій.
- Премія імені Ярослава Мудрого (2015) «За видатні досягнення в науково-дослідницькій діяльності з правознавства»[2]

## Основні публікації
- Чернєй В. В. Кримінально-правові та кримінологічні засади запобігання злочинам у сфері діяльності небанківських фінансових установ в Україні : монографія. – Київ, 2014. – 456 с.
- Міжнародна поліцейська енциклопедія : у 8 т. / [В. В. Чернєй, В. Я. Тацій, Ю. С. Шемшученко та ін.]. – Київ : Атіка, 2014. – Т. VIII. – 1132 с.
- Європейський досвід протидії корупції: теорія та практика : аналіт. огляд / [І. Кржечковськис, В. В. Тацієнко, С. С. Чернявський та ін.] ; за заг. ред. В. В. Чернєя. – Київ, 2015. – 236 с.
- Чернєй В. В. Перспективи подальшого реформування органів досудового розслідування в системі Національної поліції України  // Науковий вісник Національної академії внутрішніх справ. – 2016. – № 3 (100). – С. 5–18.
- Чернєй В. В., Шаповалов О. О. Актуальні проблеми реалізації державної антикорупційної політики // Науковий вісник Національної академії внутрішніх справ, – 2016. – № 4 (101). – С. 11-22.
- Коментар Закону України «Про Національну поліцію» : наук.-практ. комент. / [Чернєй В. В., Чернявський С. С., Константінов С. Ф. та ін.] ; під заг. ред. В. В. Чернєя. – Київ, 2017. – 562 с.
- Науково-практичний коментар Кримінального кодексу України / за заг. ред. О. М. Джужі, А. В. Савченка, В. В. Чернєя. – Київ : Юрінком Інтер, 2018. – 1063 с.
- Чернєй В. В., Чернявський С. С. Запровадження інституту кримінальних проступків у контексті реформування системи досудового розслідування в Україні // Науковий вісник Національної академії внутрішніх справ. – 2019. – № 3 (112). – С. 7–14.
- Чернєй В., Мотлях О. Поліграфологічна діяльність як один із перспективних напрямів розвитку Національної академії внутрішніх справ // Оцінка достовірності: наукові дослідження та практика. – 2019. – Вип. 2. – С. 34–41.